# Pont-Croix
Pont-Croix (bret. Pontekroaz) – miejscowość i gmina we Francji, w regionie Bretania, w departamencie Finistère.
Według danych na rok 1990 gminę zamieszkiwały 1762 osoby, a gęstość zaludnienia wynosiła 218 osób/km² (wśród 1269 gmin Bretanii Pont-Croix plasuje się na 356. miejscu pod względem liczby ludności, natomiast pod względem powierzchni na miejscu 905.).